# 소피아 로렌
소피아 빌라니 시콜로네(이탈리아어: Sophia Villani Scicolone, Dama di Gran Croce OMRI, 1934년 9월 20일 ~ )는 소피아 로렌(이탈리아어: Sophia Loren)이라는 예명으로 활동한 이탈리아의 배우이다. 이탈리아의 독재자 베니토 무솔리니와는 인척 관계로, 베니토 무솔리니의 손녀인 알레산드라 무솔리니의 이모이다.
1999년 미국 영화 협회(AFI) 선정 할리우드 고전 영화계 위대한 배우 중 한 명으로 선정되었으며, 현존하는 세계적인 최정상급 배우 중 한 명으로 평가된다. 비토리오 데 시카 감독의 영화 《두 여인》을 통해 비영어 연기 최초로 아카데미 여우주연상을 수상하였으며, 1991년에는 아카데미 공로상을 수상하였다. 이외로 베네치아 영화제 볼피컵 여우주연상, 칸 영화제 여우주연상, 영국 아카데미상 여우주연상, 그래미상을 1회씩 수상했으며, 자국 영화상인 다비드 디 도나텔로상 여우주연상을 7회, 나스트로 디아르젠토 여우주연상을 2회 수상했다.

## 출연
- 2020년: 자기 앞의 생 (La vita davanti a sé) - 마담 로사 역
- 2009년: 나인 (Nine)
- 2005년: 비트윈 스트레인저스 (Between Strangers) - 올리비아 역
- 1994년: 패션쇼 (Prêt-à-Porter) - 이사벨라 데 라 폰테인 역
- 1978년: 암호명 S 비밀 지령 (Brass Target) - 마라 역
- 1977년: 특별한 날 (Una giornata particolare) - 안토니네트 역
- 1976년: 카산드라 크로싱 (The Cassandra Crossing) - 제니퍼 챔벌레인 역
- 1975년: 리타를 잡아라 (Sex Pot) - 푸파 역
- 1974년: 밀회 (Brief Encounter) - 안나 역
- 1970년: 해바라기 (I Girasoli Sunflower) - 지오반나 역
- 1967년: 홍콩에서 온 백작부인 (A Countess from Hong Kong) - 나타샤 역
- 1967년: 기적을 넘어서 (More Than A Miracle)
- 1966년: 아라베스크 (Arabesque) - 야스민 아지르 역
- 1965년: V2 3인의 첩보전 (Operation Crossbow)
- 1964년: 이탈리아식 결혼 (Marriage Italian-Style / Matrimonio all'italiana) - 필루메나 마토라노 역
- 1964년: 로마 제국의 멸망 (The Fall of the Roman Empire) - 루실라 역
- 1963년: 어제, 오늘, 내일 (Ieri, oggi, domani) - 아델리나/안나/마라 역
- 1961년: 엘 시드 (El Cid) - 히메나 역
- 1960년: 두 여인 (La ciociara) - 세시라 역
- 1960년: 그것은 나폴리에서 시작되었다 (It Started in Naples) - 루시아 역
- 1960년: 헬러 인 핑크 타이츠 (Heller in Pink Tights) - 안젤라 로시니 역
- 1958년: 열쇠 (The Key)
- 1958년: 검은 난초 (The Black Orchid) - 로세 비안코 역
- 1955년: 소렌토의 염문 (Scandal In Sorrento)
- 1953년: 클레오파트라와 이틀밤 (Due notti con Cleopatra) - 클레오파트라/ 니스카 역
- 1951년: 쿠오 바디스 (Quo Vadis)

## 서훈
- 1996년 이탈리아 공화국 공로 훈장 1등급(Dama di Gran Croce OMRI)